# Saša Stanišić
Saša Stanišić (Višegrad, 7 marzo 1978) è uno scrittore bosniaco naturalizzato tedesco.

## Vita e opere
Saša Stanišić nasce nel 1978 a Višegrad, una piccola città nell'est della Bosnia, da madre bosniaca e padre serbo. Nel 1992, a 14 anni, è testimone dell'assedio delle truppe serbe alla sua città durante la guerra civile bosniaca. Una settimana dopo l'occupazione di Višegrad, si rifugia insieme ai genitori da alcuni parenti che abitano nel sud della Germania. Stanišić frequenta l'Internationale Gesamtschule di Heidelberg, dove il suo talento di scrittore viene notato e incentivato dagli insegnanti, che lo spostano nella classe di preparazione per il liceo. Dopo la maturità nel 1997 studia germanistica, tedesco come lingua straniera e slavistica all'Università di Heidelberg e lavora come assistente insegnante alla Bucknell University di Lewisburg (Pennsylvania).
Oltre allo studio, che si autofinanzia facendo da aiuto cameriere, scrive testi poetici in lingua tedesca, saggi e racconti brevi, che vengono pubblicati a partire dal 2001 in molte antologie e riviste letterarie come Krachkultur, chiméra/sprachgebunden e EDIT. Per la sua tesi di laurea Stanišić ottiene nel 2004 il Jürgen-Fritzenschaft-Preis promosso dall'Università di Heidelberg. Nel semestre invernale del 2004/2005 inizia un periodo di studi al Deutsches Literaturinstitut Leipzig. L'anno seguente partecipa all‘Ingeborg-Bachmann-Preis come giovane autore con il racconto Was wir im Keller spielen.... La colorita e ironica opera autobiografica, che racconta la guerra in ex-Jugoslavia dal punto di vista di un bambino, deve cedere la vittoria al racconto di Thomas Langs Am Seil, ma in compenso otterrà il Kelag-Publikumspreis a Klagenfurt.
Nel 2006 Stanišić debutta con il romanzo La storia del soldato che riparò il grammofono, pubblicato da Luchterhand Verlag. Nella storia semi autobiografica, nuovamente inserita nella cornice della guerra civile, l'autore ritrae il piccolo bosniaco Aleksandar Krsmanović di Višegrad, che scappa con i suoi genitori in Germania e si rifugia nella nuova patria in un mondo di racconti e ricordi. L'opera di esordio di Stanišić, che contiene tra l'altro numerose scene ilari basate sulla semplice descrizione della città,, incontra il favore dei critici e viene tradotta in 26 lingue, tra cui l'italiano.
Questo romanzo viene nominato nel 2006 come finalista sia come opera poetica che comica al Deutschen Buchpreis e ottiene nel 2007 il Literaturförderpreis al Premio letterario città di Brema. Ne viene inoltre realizzata una versione radiofonica a cura della Bayerischen Rundfunk, nominata nel 2007 al Deutscher Hörbuchpreis. Nell'ottobre 2007 Stanišic vince l'Adelbert-von-Chamisso-Preis per l'anno 2008, il premio annuale per gli scrittori di lingua tedesca non madrelingua.
A Stanišić vengono riconosciuti vari altri premi: un assegno di soggiorno a Villa Waldberta (2005/06) e alla Künstlerhaus Lukas (2006), nonché il Grenzgänger-Stipendium della Robert Bosch Stiftung (2006). Stanišić scrive prosa, spettacoli radiofonici, satira e conduce un Blog letterario. Scrive regolarmente una colonna per la rivista U mag. Nel 2006-2007 Stanišić viene nominato Stadtschreiber di Graz. Nel 2008 la Schauspielhaus (Graz) ha trasformato il suo romanzo La storia del soldato che riparò il grammofono in uno spettacolo teatrale. La sua prima pièce teatrale, Go West, è stata messa in scena nel marzo del 2008. Nel 2019 viene insignito del Deutscher Buchpreis per il romanzo Herkunft.

## Contributi per riviste e antologie

### Racconti
- 2001 - In Silence I Trust
- 2002 - Zinke
- 2002 - get done: strippen, kajal
- 2003 - Wie Selim Hadzihalilovic zurückgekehrt ist, ...
- 2003 - Heinz Harald Frentzen hat Schnupfen
- 2005 - Billard Kasatschok
- 2005 - Träum! Traum, Traumata
- 2005 - Äcki spielt auf für die Jungs und Petra, den Funker
- 2005 - Was wir im Keller spielen...
- 2005 - Hai Nuun in Veletovo
- 2005 - Zwei Anweisungen für Strukturstabilität, jeweils mit Beispielen, dazu zwei kleinere Erledigungen

### Saggi
- 2005 - Doppelpunktnomade

## Pubblicazioni autonome

### Fantasy
- 2002 - Insieme a Stephanie von Ribbeck: Aus den Quellen des Harotrud. Der Reigen der fünf Schwestern. Zwei DSA-Abenteuer aus der Reihe Das schwarze Auge - Fluch vergangener Zeiten (ISBN 3-89064-379-5)[15].

### Romanzi
- 2007 – La storia del soldato che riparò il grammofono (Wie der Soldat das Grammofon repariert), Frassinelli (ISBN 9788876849824)
- 2014 - Prima della festa (Vor dem Fest), traduzione Federica Garlaschelli, 2024 Keller Editore (ISBN 9791259521637)
- 2020 –  Trappole e imboscate, traduzione di Giovanna Agabio, L'orma editore, Roma 2020 (ISBN 9788831312257)
- 2021 – Origini (Herkunft), Keller Editore (ISBN 9791259520142)

### Produzioni multimediali
- 2005 - Träum! Traum, Traumata, HR2, Ursendung 19. November 2005
- 2006 - Wie der Soldat das Grammofon repariert (ISBN 3-86604-275-2)